# Panth-Piploda
Panth-Piploda war die kleinste Provinz von Britisch-Indien. Sie hatte 1941 eine aus mehreren kleinen Teilen bestehende Fläche von 65 km² und 5267 Einwohner, eingeschlossen von den Fürstenstaaten Gwalior, Jaora und Dewas. Hauptstadt war Kharwa. Das Gebiet gehörte ursprünglich zu Jaora, kam 1935 unter britisch-indische Verwaltung und wurde im Mai 1942 an Britisch-Indien abgetreten. 1947 wurde das Gebiet dem Distrikt Ratlam einverleibt, der 1950 Teil des Staates Madhya Bharat wurde. Seit 1956 gehört der Distrikt zu Madhya Pradesh.